# Ieronim al II-lea al Atenei
Ieronim al II-lea al Atenei (în greacă Ιερώνυμος B, transliterat: Ierōnymos, (cu numele de laic Ιωάννης Λιάπης, Ioannis Liapis), (n. 30 martie 1938, Oinofyta, Boeotia) este arhiepiscopul ortodox al Atenei și primatul Bisericii Ortodoxe Grecești. A fost ales în această demnitate pe 7 februarie 2008, în al doilea tur de scrutin. Contracandidatul său a fost mitropolitul Eustatios al Spartei. Arhiepiscopul Ieronim al II-lea este considerat un apropiat al patriarhului Bartolomeu I.

## Studii
În anul 1967 a obținut licența în teologie la Facultatea de Teologie a Universității din Atena, în același an fiind hirotonit preot. Între 1977-1978 a frecventat cursurile Institutului pentru Bisericile Răsăritene din Regensburg. A studiat între altele arheologia la Graz și la München.

## Cariera ecleziastică

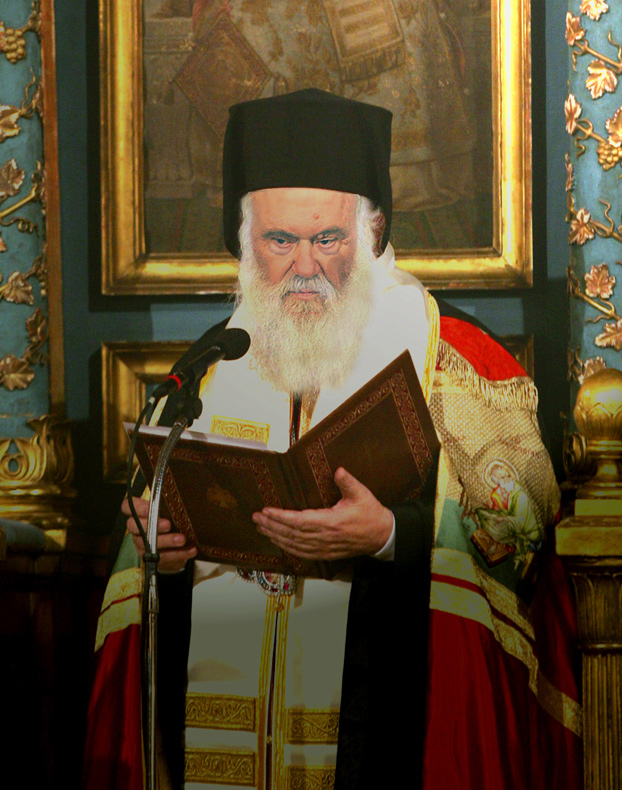
Ieronim al II-lea al Atenei

Între 1978-1981 a fost secretar șef al cancelariei Sfântului Sinod al Bisericii Ortodoxe a Greciei, iar la 4 octombrie 1981 a fost ales mitropolit al Tebei și Levadeei. La 7 februarie 2008 a fost ales arhiepiscop al Atenei și al întregii Elade. Noul arhipăstor al Bisericii Greciei a fost ales în urma trecerii la cele veșnice a arhiepiscopului Christodoulos.